# Q 엔터테인먼트
Q 엔터테인먼트(Qエンターテインメント, Q Entertainment)는 일본의 비디오 게임 개발사이다. 여러 게임기, PC 브론드밴드 및 모바일 기기의 디지털 엔터테인먼트 콘텐츠를 개발하고 배급하였다. 2003년 10월 10일 세가에서 일했던 미즈구치 데쓰야와 소니 컴퓨터 엔터테인먼트 아메리카의 설립 멤버였던 미즈구치 데쓰야가 창립하였다.

## 출시 게임
- 루미네스